# Московский НИИ приборной автоматики
ОАО Московский НИИ приборной автоматики (МНИИПА, бывший Институт № 5 Главного артиллерийского управления Министерства обороны СССР) — советское/российское предприятие, основанное 5 апреля 1932 года для разработки комплексов средств автоматизации и управления.
Занимается разработкой систем управления воздушным движением.
Специалисты института принимали активное участие в разработке первых радиолокационных станций для войск ПВО, а в 1937 году создали «линейную» систему радиообнаружения «Ревень», которая через два года была принята на вооружение под названием «РУС-1».
В 1940—1960-е годы учеными института были разработаны теоретические обоснования принципов обработки информации самых современных РЛС. Тогда же в МНИИПА сформировалась своя научная школа, у истоков которой стояли такие выдающиеся ученые, как А. Л. Лившиц, З. М. Бененсон, Д.Б. Юдин, В. В. Липаев, С. В. Володин, Л. Б. Горощенко, Ю В. Асафьев и многие другие.
В 1960 годах испытан экспериментальный образец первой лампово-полупроводниковой специализированной стационарной ЭВМ «Спектр-4» для наведения истребителей-перехватчиков. 
В 1980 году институт был награждён орденом Трудового Красного Знамени. Лауреатами Государственной премии РФ стали Я. В. Безель, А. В. Грибов, К. С. Дисский, Л. А. Фидловский и Ю. М. Гиршович. Премии Правительства РФ удостоены Ю. А. Коган, И. Т. Шаповалов, А. Ф. Сопрунов, Ю. Е. Тихомиров, А. А. Абраменко. Более 80 специалистов МНИИПА награждены орденами и медалями.
Входит в концерн ПВО «Алмаз-Антей» (ФПГ «Оборонительные системы»). Расположен в Москве.
ОАО «МНИИПА» с 30 ноября 2009 года по решению Совета директоров Концерна начало процесс реорганизации и присоединения к ГСКБ «Алмаз-Антей».
До августа 2015 года существовал в качестве НТЦ "МНИИПА" в составе ГСКБ "Алмаз-Антей". С декабря 2016 войдет в состав ОАО "Концерн ВКО Алмаз-Антей" в качестве ДЗО.
C 2017 года территория предприятия передана под застройку.